# 태안 몽산리 석가여래좌상
태안 몽산리 석가여래좌상(泰安 夢山里 釋迦如來坐像)은 대한민국 충청남도 태안군 청계산 기슭에 위치한 죽사(竹寺)의 절터에 있는 불상이다. 1986년 11월 19일 충청남도의 유형문화재 제122호로 지정되었다.

## 개요
충청남도 태안군 청계산 기슭에 위치한 죽사(竹寺)의 절터에 있으며 전체 높이는 1.03m이다.
옷은 양 어깨를 감싸 입고 있으며, 양 발을 무릎 위로 올려 발바닥이 하늘을 향한 자세로 앉아 있다. 오른손은 무릎 위에 올려 손끝이 땅을 향하고 있으며, 왼손은 왼쪽 무릎 위에 올려 손바닥이 위로 향하게 했다.
불상의 뒤에는 불꽃무늬로 장식한 배(舟)모양의 광배(光背)가 있는데, 그 안쪽에 머리광배와 몸광배를 2줄의 굵은 선으로 구분하였다. 머리광배에는 연꽃을 겹으로 새겼고, 머리광배와 몸광배가 구분되는 좌우에는 구름무늬 위에 비천상(飛天像)을 새겼다. 광배에서는 통일신라시대의 조각기법이 잘 나타나고 있다.
대좌(臺座)의 아래쪽에는 아래로 향한 연꽃잎이 새겨져 있고, 위쪽에는 활짝 핀 모양의 연꽃잎이 새겨져 있다. 연꽃무늬는 겹겹으로 된 꽃잎과 그 사이에 잎을 갖추고 있는데, 이것 역시 통일신라시대 대좌 장식의 특징을 잘 보여주고 있다.

## 현지 안내문
이 불상은 석가여래좌상으로 조각기법과 양식 등으로 보아 통일신라시대에 제작된 것으로 추정된다. 불상이 위치하고 있는 이곳은 죽사의 옛터로 전해져 온다. 불상의 뒤에는 불꽃 무늬로 장식한 광배가 있으며, 내부는 당초문을 새겼다. 얼굴 모습은 마멸이 심하여 분명하지 못하며, 손의 모양은 땅에서 올라오는 악마를 누르는 형태를 취하고 있다. 불상이 놓여있는 받침은 1츰 받침돌 위에 연꽃무늬가 새겨진 8각 받침돌을 중간에 놓고, 그 위에 같은 모양의 받침돌이 있는 3층 구조이다. 현재 놓여져 있는 모습은 원래의 상태가 아닌 것으로 보인다.

## 참고 자료
- 몽산리석가여래좌상 - 국가유산청 국가유산포털